# Campeonato Uruguaio de Futebol de 1966
O Campeonato Uruguaio de Futebol de 1966 foi a 35ª edição da era profissional do Campeonato Uruguaio. O torneio consistiu em uma competição com dois turnos, no sistema de todos contra todos. O campeão foi o Nacional.

## Classificação[2]
| Pos | Equipe               | Pts | J  | V  | E | D  | GP | GC | SG  |
| --- | -------------------- | --- | -- | -- | - | -- | -- | -- | --- |
| 1°  | Nacional             | 28  | 18 | 11 | 6 | 1  | 28 | 6  | 22  |
| 2°  | Peñarol              | 26  | 18 | 10 | 6 | 2  | 31 | 11 | 20  |
| 3°  | Cerro                | 23  | 18 | 9  | 5 | 4  | 31 | 15 | 16  |
| 4°  | Rampla Juniors       | 22  | 18 | 9  | 4 | 5  | 26 | 18 | 8   |
| 5°  | Danubio              | 22  | 18 | 8  | 6 | 4  | 24 | 15 | 9   |
| 6°  | Sud América          | 14  | 18 | 4  | 6 | 8  | 15 | 30 | -15 |
| 7°  | Montevideo Wanderers | 13  | 18 | 5  | 3 | 10 | 18 | 29 | -11 |
| 8°  | Defensor             | 12  | 18 | 3  | 6 | 9  | 9  | 24 | -15 |
| 9°  | Fénix                | 10  | 18 | 3  | 4 | 11 | 15 | 30 | -15 |
| 10° | Racing               | 10  | 18 | 4  | 2 | 12 | 23 | 42 | -19 |

|  | Campeão e classificado à Libertadores de 1967. |
|  | Classificado à Libertadores de 1967.           |
|  | Rebaixado à Segunda Divisão.                   |

Promovido para a próxima temporada: Liverpool.
| Campeonato Uruguaio de 1966   |
| ----------------------------- |
| Nacional Campeão (27º título) |